# Jane Duboc
Jane Duboc Vaquer (Belém, 16 de novembro de 1950) é uma cantora, compositora, esportista e escritora brasileira, e está na posição 73 da lista 100 Maiores Vozes da Música Brasileira de acordo com a revista Rolling Stone Brasil, alcançou sucesso na década de 1980 com temas românticos (“Chama da paixão”, “Sonhos”, “Besame”).
Segundo a revista Rolling Stone Brasil, "sua interpretação de Besame, de Flávio Venturini, incluída na trilha da novela Vale Tudo (1988), é um dos pontos altos de sua trajetória". Em 2006, seu álbum, Uma Voz... Uma Paixão, foi indicado ao Grammy Latino como "Melhor Álbum de MPB".
Jane também ganhou notoriedade por ter gravado, em 1983 como vocalista, o álbum Depois do Fim, da banda brasileira de rock progressivo Bacamarte, considerado pela comunidade Prog Archives como um dos 100 Melhores Álbuns de Rock Progressivo de Todos os Tempos.
Seu fã-clube - "Minas em Mim" (nome de um de seus discos, lançado em 1988) - já conseguiu catalogar mais de cem discos com a participação de Jane Duboc. Discos de Caetano Veloso, Gilberto Gil, Chico Buarque, Hermeto Pascoal, Roberto Sion, Sarah Vaughan, além de discos infantis e curso de inglês. Sua voz pode ser ouvida freqüentemente em jingles comerciais, o que não impede que dê impulso à carreira de solista, bem-sucedida até mesmo no Japão.
Jane é conhecida também por ser a mãe do cantor Jay Vaquer, nascido do fruto de seu casamento com o também músico Jay Anthony Vaquer, que foi guitarrista do Raul Seixas.

## Biografia
Natural de Belém, Jane é filha de Hilmo Moreira, membro da Academia Paraense de Letras, e da professora de idiomas Jandyra Duboc. Aos treze anos de idade Jane Duboc participava de apresentações filantrópicas no colégio, na televisão e, nos festivais. Em Belém, formou o conjunto Ilusão e, quando morou em Natal, o Quarteto das Tri, nomeado assim pelo fato de todos os integrantes serem tricampeãs esportivas (era um conjunto que imitava o Quarteto em Cy). Atuou como esportista, sendo medalhistas em competições no estado de natação, voleibol, tênis e, tênis de mesa. Pelas qualidades esportivas, a Assembleia Legislativa de Belém criou o Prêmio Jane Duboc Vaquer para incentivar todos os esportistas paraenses.

### Carreira de cantora

#### Década de 1960
Em 1966, Jane Duboc foi Campeã Paraense de Voleibol.
Devido o talento desportivo, aos 17 anos ganhou bolsa de estudos e mudou para os Estados Unidos, onde permaneceu por 6 anos. Lá estudou música e trabalhou como cantora e instrumentista (atuando em bares, clubes, igrejas, etc) e professora. Na Faculdade de Música da Universidade da Geórgia onde estudou: orquestração, canto (lírico), flauta e, dramaturgia, onde também chegou a lecionar História da Música.
Em 1969, Jane casou-se com o músico Jay Anthony Vaquer, com quem teve seu filho Jay Vaquer.

#### Anos 1970
Em 1970, juntamente com seu marido, criou a Fane Jazz Band (mais tarde a banda passou a se chamar "Fein"), da qual era líder e vocalista, além de tocar violão e guitarra. Foi com esta banda, que tocava covers de Jimi Hendrix, Cream e Led Zeppelin, que Jane gravou o compacto "Pollution", na época produzido por Raul Seixas. A letra da música (composta pela Jane) falava de poluição, de anestesia. Segundo Jane, "o Dops (Departamento de Ordem Política e Social) ameaçou me prender, aí eu, muito rebelde na época, resolvi fazer scat singing, sem letra. Raul Seixas já era meio doido também, e a gente fez o trabalho tudo com compasso assimétrico".
No início da década de 1970, também juntamente com seu esposo Jay Anthony Vaquer e com Bill French formou o "Trio Rio", uma banda que tocava Música Brasileira nos EUA. Ainda na década de 1970, Jay Anthony Vaquer criou uma agência de publicidade chamada "Vaquer Productions", que, em 1975, ganhou um Gold Award por um comercial de televisão, que contou com Jane cantando.
Em 1971, como Jane Vaquer, defendeu a música "No ano 83" (autoria de Sérgio Sampaio), no Festival Internacional da Canção, da Rede Globo.
Em 1972, gravou a música-tema do filme Janaína, A Virgem Proibida e a música-tema da peça "Encontro no Bar" (com Camila Amado e Otávio Augusto). Foi nesta época também que Jane passou a excursionar com Egberto Gismonti nos shows "Água e Vinho I e II", e participando - com vocais e tocando percussão - do seu CD "Árvore", que foi lançado em 1973.
Também em 1973, juntamente com Jay Anthony Vaquer, gravou o LP "Morning The Musicians" (selo RCA) com a participação de Luiz Eça, Paulo Moura, Noveli e Bil French.
Em 1977, Jane retorna definitivamente ao Brasil, onde foi crooner da "Banda Veneno", do maestro Erlon Chaves. Também integrou o coral da Rede Globo gravando várias aberturas de programas e participou de um disco de Chico Anysio ("Linguinha").
Ainda em 1977, Jane gravou, pelo selo Marcus Pereira, os LPs "Acalantos Brasileiros" e "Música popular do Norte", cantando, neste último, músicas folclóricas regionais. Em ambos, ela é creditada como Jane Vaquer.
Em 1979 ela compõe e grava em parceria com Guto Graça Melo a trilha sonora do filme Amor Bandido, de Bruno Barreto.
Por fim, Jane foi integrante da "Zurama Jingles" gravando comerciais para a companhia de Ivan Lins, Eduardo Souto Neto, Tavito e Paulo Sergio Valle. O mais famoso comercial que Jane participou foi cantando no comercial da "Soletur Turismo", que foi veiculado em rede nacional de TV. Também foi integrante do grupo "Rio Jazz Orquestra" de Marcus Spillman, que cantaram músicas de Duke Ellington e outros artistas do Jazz. 
Foi convidada para participar das gravações de discos dos grupos "Os Motokas" e "Os Skates" junto com Claudinha Telles e o grupo Roupa Nova (que chamava-se "Os Fanks").

#### Anos 1980: Primeiros Álbuns Solo
Em 1980, Jane lança o álbum "Languidez", que contou com várias participações ilustres, como Toninho Horta, Djavan, Sivuca e outros. O álbum foi aclamado positivamente pela critica, e a canção "Manoel, o audaz" (Toninho Horta e Fernando Brant), sendo veiculado no programa Fantástico/Rede Globo na forma de clipe.
Depois de "Languidez", vieram mais discos e participações em LPs como "O Grande Circo Místico", de Chico Buarque e Edu Lobo, em que gravou a canção "Valsa dos Clowns".
Em 1982, participa do Festival MPB-Shell. Interpretando a canção "Doce Mistério (Tentação)", de Tunai e Sérgio Natureza, Jane termina na terceira posição.

##### BandaBacamarte
Em 1983, integrou como vocalista a banda brasileira de rock progressivo Bacamarte. Gravaram o álbum Depois do Fim, o ponto mais alto e sofisticado ante toda a carreira que tomaria mais tarde a cantora, considerado pela comunidade Prog Archives como um dos 100 Melhores Álbuns de Rock Progressivo de Todos os Tempos
Apesar de na época Jane já ter uma carreira solo distante do rock, anteriormente ela já havia feito vocais para canções de Raul Seixas (creditada como Jane Vaquer).
Segundo Mario Neto, guitarrista da banda, a Jane entrou para a banda após ser recomendada pela mulher do Ronaldo Curi do Rock concert.
Em 2012, a cantora faria novamente apresentações com a banda. Pela primeira vez as músicas do obscuro disco Sete Cidades, lançado em 1999, foram executadas no palco com vocais de Jane.

##### PósBacamarte: Fase Romântica e Sucesso Nacional
Em 1984, participou, como a cantora de um café, do filme americano, Blame It on Rio.
Até então, Jane já possuía no currículo três LPs (Languidez, Jane Duboc, e Ponto de Partida, todos distribuídos por pequenos selos), porém ainda era pouco conhecida do grande público.
Em 1987, Jane assinou com a gravadora GEL / Continental, do então diretor artístico Wilson Souto Junior, criador do espaço Lira Paulistana. Que desejava investir fortemente na cantora, deixando-a à vontade para escolher o repertório do novo álbum, com uma condição: entr as doze faixas do álbum no mínimo duas deveriam ter apelo radiofônico. Jane então investiu em músicas românticas, recorrendo ao amigo Cido Bianchi, que fez parte do grupo Jongo Trio na década de 1960. Então Jane solicitou ao Cido transformar um jingle que compôs para a rede de lanchonetes Bob’s na canção “Chama da Paixão”, composta em parceria com Thomas Roth. Outro destaque do álbum foi a canção "Sonhos", produzidas por Lincoln Olivetti e Arnaldo Saccomani, ambas foram tocadas exaustivamente nas rádios e televisões brasileiras.
Finalmente o sucesso e o reconhecimento nacional chegaram, e abriram caminho para a participação de suas músicas em trilhas de novelas. A canção "Sonhos" foi tema de Cláudia e Fernando, principal casal da telenovela Fera Radical, da Rede Globo, vividos pela Malu Mader e José Mayer.
A cantora também figurou na telenovela Vale Tudo da emissora Rede Globo, com “Besame” (Flávio Venturini / Murilo Antunes), tema do vilão "César", vivido pelo ator Carlos Alberto Ricelli, que foi gravada exclusivamente como trilha. A revista Rolling Stone Brasil considera a interpretação desta música o ponto alto de sua carreira.
Nessa época, Jane passou a figurar constantemente no programa Globo de Ouro entoando os dois hits de seu primeiro álbum produzido pela Continental. A atração televisiva destacou-se por apresentar sucessos do momento na forma de ranking. “Cassino do Chacrinha”, da Rede Globo, e “Viva a Noite”, do SBT, ajudaram a popularizar ainda mais a cantora.
Em 1989, o álbum Feliz, também com o selo GEL / Continental é lançado, de forma mais discreta que o anterior, valendo-se da repercussão do antecessor. A canção "Prazer Sem Fim" foi música-tema na abertura da novela Cortina de Vidro, do SBT.

#### Década de 1990
Em 1990, com o grande respaldo de sua formação nos Estados Unidos, Jane Duboc assinou contrato com José Maurício Machline e estreou no Ópera Room (SP) com o espetáculo "Movie Melodies", interpretando temas clássicos do cinema norte-americano como "As time goes by" (Herman Hupfeld), "True love" (Cole Porter) e, "Bewitched" (Rodgers e Hart), etc, realizando o show em várias cidades do Brasil. O show teve tamanha receptividade que em 1992 gravadora MoviePlay o transformou em um CD. Foi com este álbum que Jane foi contemplada, em 1992, com o Prêmio Sharp, na categoria de Melhor Cantora - Canção Popular.
Em 1991 (Um ano antes do lançamento do Cd Movie Melodies), Jane havia assinado com a gravadora BMG, que lançou o álbum Além do Prazer.
Em outubro de 1993, Milton Nascimento convidou Jane Duboc para participar do show de Peter Gabriel, realizado no Olympia de São Paulo. Ela foi convidada para substituir a cantora Sinead O'Connor e cantar a música "Blood in the Even".
Ainda em 1993, Jane viajou aos Estados Unidos apara gravar junto com o saxofonista Gerry Mulligan, um dos mais respeitados nomes do Jazz mundial, o CD "Paraíso". Gerry Mulligan desejava gravar com Jane desde o tempo em que ela excursionava com Toquinho pela Itália. Este belíssimo disco foi lançado inclusive no Japão. Segundo Jane, "este foi o momento mais brilhante da sua carreira".
Em 1998, gravou, em parceria com o violonista e compositor paraense Sebastião Tapajós, o álbum Da Minha Terra, em que gravam músicas compostas por compositores paraenses.
Em 1999 lançou, pela gravadora Pau Brasil, o disco "Clássicas", em parceria com a veterana cantora Zezé Gonzaga.
Em abril de 1999, Jane Duboc, Gilberto Gil e Egberto Gismonti, fizeram uma apresentação juntos no "Heineken Concerts'99", que aconteceu no " Tom Brasil"-SP, com especial gravado para a TV.

#### Década de 2000
Em 29 de novembro de 2000, Jane participou do show beneficente "MPB canta Beatles", realizado no ATL Hall. O show objetivava arrecadar fundos para a Aminca (Associação dos Amigos do Instituto Nacional do Câncer), e foi produzido pelo canal Multishow.
Em 2002, Jane comemorou 30 anos de carreira com o lançamento do álbum Sweet Lady Jane, gravado em Nova York com produção de Ivan Lins, onde ela canta bossa nova em um estilo cool jazz. O CD é vendido juntamente com um VCD de aproximadamente 15 minutos com fotos de sua carreira, desde a infância até "Sweet Lady Jane".
Ainda em 2002, Jane recebeu um convite do Maestro Nelson Ayres para, junto com Edu Lobo, cantar com a Orquestra Sinfônica de Israel (do maestro Zubin Mehta), uma das cinco melhores orquestras sinfônicas do mundo. O show aconteceu em Israel.
Em 2003, a gravadora "EMI Music South East Asia" a incluiu como cantora brasileira para fazer parte do CD "Pink - Champagne", coletânea para grandes cantoras mundiais, como: Ella Fitzgerald, Billie Holliday, Sarah Vaughan, Liza Minnelli, Edith Piaf, Nina Simone, Judy Garland e outras.
Em 2004, a gravadora "Universal Music Polska" lançou na Bulgária o CD "Rendez-Vous On The Jazz Boulevard", que inclui Jane junto com grandes nomes da boa música mundial (Norah Jones, Diana Krall, Natalie Cole, Josefine Cronholm, Patricia Kass, Roberta Flack, Laura Fygi, Julie London, dentre outras). Em 2006, seu CD "Uma Voz, Uma Paixão" foi indicado ao Grammy Latino de música.
Em 2005, o selo Argus lançou no Japão o álbum Glow, resultado da parceria entre a cantora Jane Duboc, o saxofonista e pianista Vinícius Dorin e o multi-instrumentista Arismar do Espírito Santo. Feito sob medida para produtores europeus, o projeto teve início em 2004 quando os três músicos ficaram durante 10 dias em um sítio trabalhando na escolha do repertório, nos arranjos e na concepção. No ano seguinte esse álbum seria lançado no Brasil com o selo EMI.
Ainda em 2005, no dia 17 de Outubro, a coletânea Uma Voz... Uma Paixão é lançada pelo selo EMI. No ano seguinte ao seu lançamento, este álbum foi indicado ao Grammy Latino como Melhor Álbum de MPB
Em 2007, a gravadora Biscoito Fino lança Uma Porção de Marias, que é o segundo álbum da parceria entre a cantora Jane Duboc e o multi instrumentista Arismar do Espírito Santo.
Em 2008, lança, novamente pela gravadora Biscoito Fino, o álbum Canção da Espera - Jane Duboc canta Egberto Gismonti. Segundo a cantora, "é o CD que eu sempre quis fazer. Um dia (a empresária) Lília Klabin me perguntou o que eu queria ter feito e não fiz. E era isso. Quando me foi dado um sinal aberto para o projeto, reuni os amigos pra fazer os arranjos. Sonho com isso desde 1971."
Em 2009, Jane grava, ao lado do guitarrista Victor Biglione, o álbum Tributo a Ella Fitzgerald. No ano seguinte ao seu lançamento (2010), o álbum foi o vencedor do 21º Prêmio da Música Brasileira como "Melhor Disco em Língua Estrangeira".

#### Década de 2010
Em 2010, Jane lança, pelo seu selo Jam Music, o álbum Sweet Face Of Love - Jane Duboc sings Jay Vaquer, em que ela interpreta as músicas de seu filho, Jay Vaquer, é lançado.
Em 2012, o álbum Home is a River, em parceria da cantora com o pianista estadunidense radicado no Brasil Jeff Gardner, é lançado.
Em 2016, Jane foi homenageada pelo cantor mineiro Cadu de Andrade e o arranjador Jether Garotti Jr., que lançaram o álbum “Cantor”, onde eles revisitaram canções emblemáticas da artista. A concepção inicial era prestar uma homenagem a Jane justamente com um apanhado de sua carreira, mas a própria artista acabou envolvida em todo o processo do disco, sendo a própria que sugeriu o título do álbum.

### Carreira de escritora
Como escritora, Jane é autora dos livros: "Através de Paredes" (poemas), "Jeguelhinho" e "Bia e Buze" (infantis). Os 2 livros infantis viraram peças musicais.
Todos estes livros foram lançados pelo editora paraense CEJUPE.
Em 2011, Jane Duboc deu início ao projeto da peça infantil "O Índio Cauã e a Sustentabilidade" como diretora musical.
Em 2012 lançou um audiolivro: "Lian, o surfista da Pororoca" que também é uma peça de teatro musical, e em 2013 lançou o livro "Tomara" sobre a felicidade e as mulheres. Neste mesmo ano, recebeu o Prêmio Top of Business por contribuir com a Cultura e Empreendedorismo no Brasil.

## Discografia

### Creditada comoJane Vaquer

#### Banda Fein
- 1970 - Pollution / Stonedage (Compacto Simples)
- 1971 - Fein [EP]

#### comGay Anthony Vaquer
- 1973 - The Morning of The Musicians (LP)

#### ComJosé Tobias
- 1977 - Canções Brasileiras de Ninar (LP, Discos Marcus Pereira)
- 1978 - Acalantos Brasileiros (LP, Discos Marcus Pereira)

#### Participação em Outros Projetos
| Ano  | Artista/Banda   | Álbum                                       | Música | Ref. |
| ---- | --------------- | ------------------------------------------- | --- | ---- |
| 1971 | Chico Anysio    | Linguinha - Trilha Sonora Original          | Participação na faixa "Mr. Yes" |      |
| 1971 | Vários Artistas | Coletânea "A Medida Do Sucesso" (Som Livre) | Vocais na faixa "Oh Me Oh My" |      |
| 1976 | Vários Artistas | Música Popular do Norte (LP)                | Participação nas músicas "Rolinha (Chula Marajoara)", "Tajapanema (Foi Bôto, Sinhá) (Canção Amazônica)", "Querer Bem Não É Pecado (Toada)", "Cabocla Bonita (Toada)" e "Murucututu (Acalanto)" |      |

### ComoJane Duboc

#### Compactos Simples
- 1979 - "Cheiro de Amor" (Tapecar)
- 1980 - "Saudade" (Tapecar)
- 1983 - "Fantasia no Shopping" (Pointer)

#### Álbuns de Estúdio
| - 1980 - Languidez (Aycha Discos LP); (Relançamento 2004: JAM Music, CD) - 1982 - Jane Duboc (Som da Gente, LP) - 1985 - Ponto de Partida (Antena Discos, LP) - 1987 - Jane Duboc (Continental Records, LP) - 1988 - Feliz (Continental Records, LP) - 1991 - Além do Prazer (BMG-Ariola, CD) - 1992 - Brasiliano (Globo Records-Italy, CD) - 1992 - Movie Melodies (Movieplay, CD) - 1993 - Jane Duboc (Movieplay, CD) - 1994 - Paraíso - com Gerry Mulligan (Telarc Jazz Records, CD) - 1995 - Partituras (Movieplay, CD) - 1996 - From Brazil to Japan (Movieplay, CD) | - 1998 - Da Minha Terra - com Sebastião Tapajós (JAM Music, CD) - 1998 - Todos os Caminhos (Movieplay, CD) - 1999 - Clássicas - com Zezé Gonzaga (Pau Brasil, CD) - 2002 - Sweet Lady Jane (JAM Music, CD) - 2005 - Glow - com Vinicius Dorin e Arismar do Espirito Santo (EMI, CD) - 2007 - Uma Porção de Marias - com Arismar do Espirito Santo (Biscoito Fino, CD) - 2008 - Canção da Espera - Jane Duboc canta Egberto Gismonti (Biscoito Fino, CD) - 2009 - Tributo a Ella Fitzgerald - com Victor Biglione (Rob Digital, CD) - 2010 - Sweet Face of Love - Jane Duboc sings Jay Vaquer (JAM Music, CD) - 2012 - Home is a River - com Jeff Gardner (Terramar, CD) - 2018 - Duetos |

#### Coletâneas
- 1994 - Chama da Paixão (Continental Records, CD)
- 2003 - 2 Ases - Jane Duboc & Luiz Melodia (Warner Music, CD)
- 2004 - 20 Super Sucessos - Jane Duboc (Polydisc, CD)
- 2004 - Velvet Collection - Jane Duboc (Ward Records, CD - Lançado somente no Japão e Europa)
- 2005 - Uma Voz... Uma Paixão (EMI, CD)

#### Com aBanda Bacamarte
- 1983 Depois do Fim (Som-Arte Discos, LP)

#### Demais Créditos
| Ano  | Artista/Banda   | Álbum                                                    | Crédito                                  | Ref.   |
| ---- | --------------- | -------------------------------------------------------- | ---------------------------------------- | ------ |
| 1980 | Vários Artistas | Coletânea "Mpb 80 - Vol.2"                               | Participação na faixa "Saudade"          |        |
| 1983 | Silvio Cesar    | A mais antiga profissão                                  | Loucura e Razão                          |        |
| 1988 | Peninha         | Quem eu quero é você                                     | Quem eu quero é você                     |        |
| 2000 | Nem Tão São     | Jay Vaquer                                               | Arranjadora de voz                       |        |
| 2003 | Vários Artistas | Coletânea "Pink - Champagne" (EMI Music South East Asia) | Faixa "If It's Magic"                    | [ 37 ] |
| 2004 | Vários Artistas | Coletânea "Rendez-vous on the Jazz Boulevard vol.2"      | Música "Lady Jane"                       |        |
| 2011 | Sergio Dumont   | Sergio Dumont                                            | Part. Especial na faixa "Realeza Vulgar" | [ 49 ] |

### Músicas em Trilhas-Sonoras de Novela
| Ano  | Novela                            | Música                 | Info                                                                                       | Ref.   |
| ---- | --------------------------------- | ---------------------- | ------------------------------------------------------------------------------------------ | ------ |
| 1980 | Olhai os Lírios do Campo          | "Canto Triste"         |                                                                                            |        |
| 1988 | Fera Radical (Rede Globo)         | "Sonhos"               | Tema do principal casal da trama, Cláudia e Fernando, vividos pela Malu Mader e José Mayer | [ 26 ] |
| 1989 | Vale Tudo (Rede Globo)            | "Besame"               | Tema do vilão "César", vivido pelo ator Carlos Alberto Ricelli                             |        |
| 1989 | O Salvador da Pátria (Rede Globo) | "De corpo inteiro"     | Tema da "Gilda", personagem interpretado por Susana Vieira                                 | [ 50 ] |
| 1989 | Cortina de Vidro (SBT)            | "Prazer Sem Fim"       | Tema de Abertura                                                                           | [ 27 ] |
| 1998 | Meu Pé de Laranja Lima            | "Brincar de ser heroi" | Tema de Abertura                                                                           |        |
| 2000 | Laços de Família (Rede Globo)     | Abraçável Você         | Tema de "Miguel", personagem interpretado por Tony Ramos                                   | [ 51 ] |
| 2008 | Beleza Pura (Rede Globo)          | "Acontece"             |                                                                                            | [ 52 ] |

## Prêmios e Indicações
| Ano  | Prêmio                                             | Categoria                       | Trabalho                  | Resultado | Ref.   |
| ---- | -------------------------------------------------- | ------------------------------- | ------------------------- | --------- | ------ |
| 1980 | Festival da Nova Música Popular Brasileira de 1980 | Melhor Intérprete Feminino      | Canção Saudade            | Venceu    | [ 53 ] |
| 1987 | Prêmio Festival da Mulher-SP                       | Melhor Intérprete               | álbum "Jane Duboc"        | Venceu    |        |
| 1991 | Prêmio Sharp                                       | Melhor Cantora - Canção Popular | álbum "Movie Melodies"    | Venceu    |        |
| 2006 | Grammy Latino                                      | Melhor Álbum de MPB             | Uma Voz... Uma Paixão     | Indicado  | [ 3 ]  |
| 2010 | 21º Prêmio da Música Brasileira                    | Disco Língua Estrangeira        | Tributo a Ella Fitzgerald | Venceu    | [ 54 ] |
| 2018 | 29o Prêmio da Música Brasileira                    | Melhor Álbum Independente       | Duetos                    | Indicado  | [ 55 ] |

### Outros Prêmios
- 2012 - 100 Maiores Vozes de acordo com Rolling Stone Brasil - posição 73[1]
- 2013: Prêmio Top Of Business: por Contribuição para a Cultura e Empreendedorismo no Brasil[56][57]